# Liste der Monuments historiques in Nambsheim
Die Liste der Monuments historiques in Nambsheim führt die Monuments historiques in der französischen Gemeinde Nambsheim auf.

## Liste der Objekte
| Bezeichnung                | Beschreibung                    | Standort                        | Kennzeichnung | Schutzstatus | Datum | Bild |
| -------------------------- | ------------------------------- | ------------------------------- | ------------- | ------------ | ----- | ---- |
| Orgel                      | Haupteintrag für PM68000910     | in der Kirche St-Étienne (Lage) | PM68000659    | Classé       | 1987  |      |
| Instrumentalteil der Orgel | 1842 von Callinet Frères gebaut | in der Kirche St-Étienne (Lage) | PM68000910    | Classé       | 1987  |      |